# Molophilus dilatus
Molophilus dilatus är en tvåvingeart som beskrevs av Alexander 1951. Molophilus dilatus ingår i släktet Molophilus och familjen småharkrankar. Inga underarter finns listade i Catalogue of Life.